# Augusta, Italien
Augusta är en italiensk stad belägen  i kommunala konsortiet Siracusa, innan 2015 provinsen Siracusa, på östra Sicilien, grundad 1232. Kommunen hade 35 852 invånare (2017). Augusta gränsar till kommunerna Carlentini och Melilli.